# كالت أوف ذا لامب
كالت أوف ذا لامب (بالإنجليزية: Cult of the Lamb)‏ هي لعبة أكشن-مغامرات روجلايك من تطوير ستوديو ماسيف مونستر ونشر شركة ديفولفر ديجيتال، من المقرر صدور اللعبة في 11 أغسطس 2022 على منصات مايكروسوفت ويندوز، بلاي ستيشن 4، بلاي ستيشن 5، إكس بوكس ون، إكس بوكس سيريس إكس وسيريس إس ونينتندو سويتش.